# Энкельман, Дагмар
Дагмар Энкельман (нем. Dagmar Enkelmann; род. 5 апреля 1956) — немецкий политик из партии «Die Linke».
В 2005 году Энкельман стала руководителем парламентского отделения партии «Die Linke» в немецком Бундестаге, которое пoкинула в 2013 году после потери своего депутатского места. В декабре 2012 года она стала председателем Фонда Розы Люксембург.

## Биография

### Ранние годы
Родилась в Альтландсберге, небольшом городке недалеко от Берлина. Девичья фамилия — Эберт. В 1974 году окончила школу в соседнем Штраусберге. Вплоть до 1979 года являлась студенткой исторического факультета Университета им. Карла Маркса в Лейпциге. После завершения учёбы получила докторскую степень. В период с 1979 по 1985 гг. она преподавала историю в «Молодёжной академии Вильгельма Пика FDJ» в Богензее.
С 1985 по 1989 работала аспирантом в Академии общественных наук Центрального комитета правящей партии. Именно здесь Эберт защитила свою докторскую диссертацию, озаглавленную «Анализ и критика концепций буржуазных идеологов в Западной Германии: кризисы идентичности восточногерманской молодёжи» (нем. «Analyse und Kritik des Konzepts bürgerlicher Ideologen der BRD: Identitätskrise der Jugend der DDR»).

### Партийная деятельность
В 1977 году Дагмар Энкельман вступила в СЕПГ. СЕПГ являлась правящей партией в ГДР. В партии она занималась профсоюзной работой. После включения ГДР в состав ФРГ партия была переименована в Партию демократического социализма (ПДС). Энкельман вошла в её, как и многие бывшие члены СЕПГ. С 2003 по 2006 гг. занимала пост заместителя руководителя ПДС.
На региональных выборах в Бранденбурге в 2004 году она выдвинула себя в качестве альтернативы президенту регионального министра Матиасу Платцеку из левоцентристской социал-демократической партии. Доля партии в голосовании увеличилась до 28%, что занимает второе место среди социал-демократов. Это был лучший результат, достигнутый ПДС в Бранденбурге после 1990 года.
В результате слияния в 2007 году между PDS и (гораздо меньшим, но влиятельным) движением WASG, Дагмар Энкельманн стала членом партии, которая теперь называется «Левые».

### Депутатство
После воссоединения Германии в октябре 1990 года, восточногерманский Фолькскаммер и западногерманский Бундестаг были фактически объединены. Только 143 члена восточногерманской палаты на 400 мест сохранили места в объединенном собрании. Дагмар Энкельман стала одним из них. Она была переизбрана в Бундестаг в 1994. В 1998 году она покинула Бундестаг.
В период с сентября 1999 года по октябрь 2005 года была членом Бранденбургского регионального парламента («Ландтаг»), до 2004 года являлась членом исполнительной власти региональной партии, представителем по вопросам окружающей среды и энергетической политики и членом комитета по сельскому хозяйству и охране окружающей среды. В течение 2004—2005 гг. Дагмар Энкельман была лидером группы PDS в ландтаге Бранденбурга.
В 2005 году Энкельман, после переизбрания в немецкий Бундестаг, стала руководителем парламентского отделения партии «Die Linke».